# راندي سانتياغو
راندي سانتياغو هو مغني وكاتب أغاني فلبيني، ولد في 26 نوفمبر 1960.

## وصلات خارجية
- راندي سانتياغو على موقع IMDb (الإنجليزية)
- راندي سانتياغو على موقع ميوزك برينز (الإنجليزية)
- راندي سانتياغو على موقع قاعدة بيانات الفيلم (الإنجليزية)